# AEM-7
AEM-7 är ett modifierat, svenskutvecklat, Rc-lok för den amerikanska marknaden. Rc-loket beställdes av SJ för trafik på svenska järnvägar, men loket har senare även exporterats i modifierade varianter till Iran, Norge och Österrike. 
Rc-loket beställdes av SJ för trafik på svenska järnvägar och är därför anpassat efter europeisk standard (konstruktionsprofil, koppel etc). AEM-7 är anpassat efter nordamerikansk standard, vilket gör att det skiljer sig på flera punkter. Så t.ex. är AEM-7-lokets korg något smalare (305 cm) jämfört med Rc-loket (315 cm), tågvärmen är 480 volt trefas medan Rc-loket har 800/1 000 volt enfas och det amerikanska loket är snabbare (201 km/h) jämfört med Rc-loket (max 160 km/h). Även den maximala, kontinuerliga effekten har höjts från 3,6 MW (Rc) till 4,32 MW (AEM-7). Lokets vikt har höjts och AEM-7 har en axellast på max 23,3 ton, vilket är ett högt värde vid hastigheter kring 200 km/h (spåren längs Nordost-korridoren i USA är dock grövre än i många andra länder). Vidare klarar AEM-7 inte mindre än tre kontaktledningsspänningsnivåer och två olika frekvenser, 11 kV/25 Hz, 12,5 kV/60 Hz och 25 kV/60 Hz. Detta är en modifiering från det svenska Rc-loket som klarar den kontaktledningsspänning som finns i Sverige men även Tyskland, Österrike, Norge och Schweiz (15 kV 16 2/3 Hz).[källa behövs]
Under hösten 1976 provkördes ett modifierat svenskt Rc4-lok 1166, i USA märkt X995, på huvudlinjen mellan New York och Washington, varvid det uppnådde 192 km/h (loket var växlat för 160 km/h). Något senare under våren 1977 provkördes även ett franskt, sexaxligt ellok av typen CC21000 (amerikansk beteckning X996). Amtrak ansåg att Rc var bättre lämpat för de amerikanska spåren då dessa hade ett betydligt sämre spårläge än i många andra länder. Under januari 1978 beställdes ett mindre antal lok från EMD i La Grange, IL, där sammansättningen skedde. Elektrisk utrustning, boggier och vissa mekaniska delar kom från ASEA, korgen tillverkades av Budd. Loken fick beteckningen AEM-7 och leveranserna började december 1979. Under 1979 beställdes ytterligare lok. Sedan oktober 1986 tillåts vissa fjärrtåg, dragna av AEM-7-lok, att köra i 201 km/h (= 125 mph). Ganska exakt två år senare konstaterades vid en provkörning på delsträckan Katrineholm - Simonstorp att loktypen Rc även klarar att köra i 200 km/h på svenska spår.
Totalt har 65 stycken lok, AEM-7, levererats till tre amerikanska operatörer (Amtrak, SEPTA samt MARC). 29 stycken av Amtraks AEM-7:or har byggts om genom att utrustas med asynkronmotorer från den franska elektrogiganten Alstom. Enligt Alstom var det första gången som elektriska linjelok för persontrafik utrustats med energisnåla IGBT-transistorer istället för GTO-tyristorer.
Dessutom har ABB tillverkat och levererat 33 stycken ALP-44 till NJT (32 st) och SEPTA (1). ALP-44 är en modernare variant av AEM-7 och i grunden byggd på Rc6.[källa behövs]
Under hösten 2010 beställde Amtrak från Siemens 70 stycken fyraxliga ellok med beteckningen ACS-64. Syftet är att ersätta de gamla AEM-7-loken plus de betydligt nyare HHP-8, byggda 1998–2003. Det är första gången som Siemens har tagit sig in på den amerikanska snabbtågsmarknaden.
Det första AEM-7 loket sattes i trafik den 9 maj 1980 och loktypen togs ur trafik den 18 juni 2016. 
|                                 | AEM-7                        | ALP-44                  | ALE-45          |
| Allmänt                         | Allmänt                      | Allmänt                 | Allmänt         |
| ------------------------------- | ---------------------------- | ----------------------- | --------------- |
| Bild                            |                              |                         | (ej tillverkad) |
| Land                            | USA                          | USA                     | USA             |
| Status                          | Serietillverkad              | Serietillverkad         | Idé             |
| Operatör                        | Amtrak, MARC, SEPTA          | SEPTA, NJT(en)          | (ej tillverkad) |
| Tillverkad år                   | 1978–1988                    | 1990–1996               | (ej tillverkad) |
| Antal tillverkade               | 65 st                        | 33 st                   | 0 st            |
| Axelföljd                       | Bo'Bo'                       | Bo'Bo'                  | Bo'Bo'          |
| Vikt                            | 93,3 ton                     | 92,5 ton                | (okänd)         |
| Största tillåtna axellast       | 23,3 ton                     | 23,1 ton                | (okänd)         |
| Maximal dragkraft               | 235 kN                       | 230 kN                  | (okänd)         |
| Högsta tillåtna hastighet       | 201 km/h                     | 160 km/h (201 km/h)     | (okänd)         |
| Korg                            |                              |                         |                 |
| Längd över stötytor             | (okänd)                      | 15 590 mm               | 15 590 mm       |
| Boggiavstånd                    | 7 800 mm                     | 7 800 mm                | 7 800 mm        |
| Höjd med nedfälld strömavtagare | 4 483 mm                     | 4 510 mm                | 4 510 mm        |
| Korgbredd                       | 3 048 mm                     | 3 100 mm                | (okänd)         |
| Koppeltyp                       | Centralkoppel                | Centralkoppel           | Centralkoppel   |
| Utvändig färg                   | Blå, röd, silver och vit     | Silver och svart        | —               |
| Boggier                         |                              |                         |                 |
| Spårvidd                        | 1 435 mm                     | 1 435 mm                | 1 435 mm        |
| Axelavstånd                     | 2 758 mm                     | 2 760 mm                | (okänd)         |
| Hjuldiameter                    | 1 300 mm                     | 1 300 mm                | 1 300 mm        |
| Primärfjädring                  | Gummikudde                   | Gummikudde              | Gummikudde      |
| Sekundärfjädring                | Skruvfjäder                  | Skruvfjäder             | Skruvfjäder     |
| Broms                           | Blockbroms Elbroms Skivbroms | Elbroms Skivbroms       | (okänd)         |
| Boggivikt                       | (okänd)                      | (okänd)                 | (okänd)         |
| Minsta horisontella kurvradie   | 74,67 m                      | (okänd)                 | (okänd)         |
| Elektrisk utrustning            |                              |                         |                 |
| Kontaktledningsspänning         | 11,0 kV 12,5 kV 25,0 kV      | 11,0 kV 12,5 kV 25,0 kV | (okänd)         |
| Kontaktledningsfrekvens         | 25 Hz 60 Hz                  | 25 Hz 60 Hz             | (okänd)         |
| Maximal kontinuerlig effekt     | 4,32 MW                      | 4,32 MW                 | (okänd)         |
| Drivmotorbeteckning             | LJH 108-5                    | (okänd)                 | (okänd)         |
| Maximal tågvärmeeffekt          | 625 kVA                      | (okänd)                 | (okänd)         |